# Manuel Jesús Barón Ríos
Manuel Jesús Barón Ríos (Antequera, Málaga, 24 de agosto de 1963), conocido popularmente como Manolo Barón, es un político español del Partido Popular (PP) y alcalde de la ciudad Malagueña de Antequera desde el 11 de junio de 2011. Es miembro del Partido Popular de Antequera desde 1983.

## Biografía

### Vida personal, formación y actividad profesional
Nacido en Antequera, proviene de una familia trabajadora, su padre trabajaba en el Centro de Salud de Antequera como Ayudante Técnico Sanitario (A.T.S.) y su madre, una ama de casa.  
Es Diplomado en Magisterio por la Especialidad de Filología Inglesa y Española, siendo funcionario de carrera desde 1987. Sus primeros estudios los realiza en el Colegio de Nuestra Señora de la Victoria, Nuestra Señora del Carmen y en el Instituto Pedro Espinosa, y por último en la Escuela Universitaria de Formación del Profesorado María Inmaculada de Antequera. 
Su labor profesional la ha ejercido en diversos centros educativos, ejerciendo su labor última como maestro en el Colegio Público Rural “La Peña” de Cartaojal, del que fue director.

### Etapa cofrade
Antes de la política, desarrolló una intensa labor cofrade que inició en la Cofradía del Dulce Nombre de Jesús y Nuestra Señora de la Paz, perteneciendo a la Junta Joven de la misma, pasando el año 1980 a la Cofradía de los Estudiantes en cuyas Juntas de Gobierno ejerció como; Vicetesorero, Tesorero, siendo Hermano Mayor de la misma desde el año 1991 al 1996.
En el año 1997 fue elegido Presidente de la Agrupación de Hermandades y Cofradías de Semana Santa de Antequera, desarrollando su mandato hasta el año 2001. 
En 1998 comenzó a ser requerido para participar en actos de exaltación cofrade, empezando en ese año una intensa labor que le ha llevado a presentar actos o carteles, así como a pregonar a las cofradías antequeranas de la Pollinica, Estudiantes, Mayor Dolor, Dolores, Paz, Socorro, Soledad, Remedios, Santa Eufemia, Salud y de las Aguas y a la Vera Cruzde la Villa Almogía. 
Ha sido Pregonero de la Semana Santa de Antequera en el año 2005 y en el 75 Aniversario de la Agrupación de Cofradías, así como de los Estudiantes en el 2000 y del Cincuentenario en 2010. Así mismo fue el encargado de Pregonar el 350 Aniversario de la Fundación de la Real Hermandad del Stmo. Cristo de la Salud y de las Aguas y Ánimas de San Juan, Patrón de Antequera.
Ha escrito diversos y numerosos artículos cofrades, destacando su colaboración con la Revista Pregón desde el año 1992, en el libro Semana Santa en la Provincia de Málaga y en la Revista Oficial de la Agrupación de Cofradías de Antequera y en la edición de la Historia de la Semana Santa "Antequera, su Semana Santa".

### Primera etapa política
Se afilió al Partido Popular en 1983, siendo concejal desde 2003 a 2011. 
Ocupó diversos cargos en el Comité Ejecutivo Local del PP de Antequera, siendo Coordinador de Comunicación, Vicesecretario de Sectorial, Vicesecretario General y Secretario General. 
Desde 2009 es Portavoz del Grupo Municipal Popular en el Ayuntamiento de Antequera.
En las de 2011 fue elegido candidato a la Alcaldía, obteniendo por primera vez una victoria electoral y obteniendo en dichas elecciones un total de 11 concejales y la victoria por mayoría absoluta. 

### Elecciones Municipales de 2011 y Alcalde de Antequera.
Desde el 11 de junio de 2011, ostenta la Alcaldía de Antequera tras su victoria electoral habiendo sido reelegido, nuevamente, por mayoría absoluta en las Elecciones Municipales de 2015, en la que obtuvo incluso mayor porcentaje de votos que en 2011, alcanzando el 46,29% de los sufragios.
Durante el mandato de 2011 a 2015, realizó una importante labor de reducción de la deuda del Ayuntamiento de Antequera y estableció medidas de austeridad y rigor en el gasto que llevaron a la normalización económica del Consistorio. 
Actuaciones como la remodelación de la Plaza de San Luis, la de San Agustín, el Paseo Real, la construcción de la piscina pública de Cartaojal o el impulso turístico de Antequera fueron determinantes para su consolidación en la Alcaldía.

### Elecciones municipales 2015[4]
La candidatura del Partido Popular, encabezada por Manuel Jesús Barón Ríos resultó la lista más votada en las elecciones municipales del 24 de mayo de 2015, obteniendo 11 concejales alcanzando por segunda ocasión consecutiva la mayoría absoluta que también obtuvo en la anterior candidatura, hecho que ha sido inédito en la historia de la democracia en Antequera ya que nunca antes un alcalde ha revalidado el mandato con dos mayorías absolutas, lo cual le permitió volver a ser el Alcalde en el mandato (2015-2019).
Durante el mandato 2015-2019 la ciudad de Antequera ha logrado ser reconocida por la UNESCO como Patrimonio Mundial a través del Sitio Dólmenes de Antequera. Este hecho ocurrió en la 40.ª Sesión del Comité de Patrimonio Mundial de la UNESCO celebrada en Estambul.

### Elecciones municipales 2019
La candidatura del Partido Popular, encabezada por Manuel Jesús Barón Ríos resultó la lista más votada en las elecciones municipales del 26 de mayo de 2019, obteniendo 11 concejales alcanzando por tercera ocasión consecutiva la mayoría absoluta que también obtuvo en la anterior candidatura, hecho que ha sido inédito en la historia de la democracia en Antequera ya que nunca antes un alcalde ha revalidado el mandato con tres mayorías absolutas, lo cual le permitió volver a ser Alcalde en el mandato (2019-2023).

### Elecciones municipales 2023
El PP de Manolo Barón amplió su mayoría absoluta en Antequera con 14 concejales siendo por cuarta vez ganador por mayoría absoluta en unas Elecciones Municipales.
El Partido Popular volvió a ser la fuerza más votada en Antequera, en esta ocasión, obteniendo el 60,02% de los votos y 14 concejales, tres más que en los comicios de 2019, lo que supone que la lista encabezada por Manuel Barón vuelve a obtener mayoría absoluta por cuarta vez consecutiva, hecho que vuelve a ser inédito en la historia de la democracia en Antequera al igual que el número de concejales, cifra que no ha alcanzado ningún partido nunca en unos comicios municipales.